# EHF Liga Mistrzów 2019/2020
EHF Liga Mistrzów 2019/2020 – 60. edycja Ligi Mistrzów w piłce ręcznej mężczyzn. Termin zgłaszania drużyn upłynął 12 czerwca 2019. Do występów w EHF Liga Mistrzów uprawnionych było na podstawie rankingu EHF 27 drużyn oraz ubiegłoroczny zwycięzca. Chęć występów zgłosiły łącznie 35 drużyn: 20 drużyn z rankingu EHF (zrezygnowały z występów w EHF Lidze Mistrzów: HV FIQAS/Aalsmeer, Beşiktaş JK, Olympiakos SFP Pireus, HC Atomix Haacht, Maccabi Riszon le-Cijjon, RK Vojvodina oraz Talent Pilzno) i występują w rozgrywkach Pucharu EHF), 15 drużyn ubiegało się o "dziką kartę". EHF przyznało 9 "dzikich kart" w zależności od osiągnięć danej drużyny w występach w europejskich pucharach oraz kryteriów ustalonych przez EHF. Zatwierdzenie drużyn nastąpiło podczas posiedzenia EHF Executive Committee 21 czerwca 2019.
Turniej finałowy z udziałem czterech najlepszych drużyn Starego Kontynentu miał zostać rozegrany tak jak w poprzednich edycjach, w hali Lanxess Arena w Kolonii w dniach 30-31 maja 2020, jednak ze względu na pandemię koronawirusa został przeniesiony na dni 28–29 grudnia 2020.
Jubileuszowa 60. edycja była jednocześnie ostatnią edycją Ligi Mistrzów w formule rozgrywek w czterech grupach.

## Drużyny uczestniczące
Z 35 zgłoszonych drużyn EHF zaakceptowała zgłoszenia 28 drużyn i dokonała podziału na grupy przed losowaniem.
| Grupy A, B                 | Grupy A, B             | Grupy A, B                  | Grupy A, B                  |
| -------------------------- | ---------------------- | --------------------------- | --------------------------- |
| HC Meszkow Brześć (1.)     | RK Zagrzeb (1.)        | Aalborg Håndbold (1.)       | SG Flensburg-Handewitt (1.) |
| FC Barcelona (1.)          | Paris SG Handball (1.) | Telekom Veszprém (1.)       | RK Wardar Skopje (1.)OT     |
| Elverum Håndball (1.)      | PGE Vive Kielce (1.)   | FC Porto (1.)               | Celje Pivovarna Laško (1.)  |
| HK Motor Zaporoże (1.)     | THW Kiel (2.)          | Montpellier Handball (2.)   | MOL-Pick Szeged (2.)        |
| Grupy C, D                 |                        |                             |                             |
| Riihimäki Cocks (1.)       | Dinamo Bukareszt (1.)  | Czechowskije Miedwiedi (1.) | IK Sävehof (1.)             |
| Kadetten Schaffhausen (1.) | Tatran Preszów (1.)    | GOG (2.)                    | CD Bidasoa (2.)             |
| RK Eurofarm Rabotnik (2.)  | Orlen Wisła Płock (2.) | Sporting CP (2.)            | IFK Kristianstad (2.)       |

Uwagi/legenda
- OT Obrońca tytułu
- Drużyny, która otrzymały "dziką kartę"
- w nawiasie podano miejsce, na którym dana drużyna ukończyła rozgrywki krajowe

## System rozgrywek
EHF Liga Mistrzów piłkarzy ręcznych w sezonie 2019/2020 składała się z trzech rund: fazy grupowej z fazą play-off, fazy pucharowej oraz Final Four.
- Faza grupowa: w fazie grupowej uczestniczyło 28 drużyn, które zostały podzielone na 2 grupy po 8 zespołów (grupy A i B) oraz na dwie grupy po 6 zespołów (C i D). Zmagania rozpoczęły się we wrześniu 2019 a zakończyły się w marcu 2020. Najlepsze drużyny z grup A i B awansowały bezpośrednio do ćwierćfinałów, natomiast drużyny z miejsc 2-6 będą walczyły w barażach o miejsca w ćwierćfinałach. W pozostałych grupach: dwie najlepsze drużyny z grup C i D walczyły w play-offach o awans do baraży do ćwierćfinału.
- Faza pucharowa: składać się będzie z 1/6 oraz 1/4 finału, rozgrywki odbędą się w okresie marzec - maj 2020.
- Final Four: uczestniczyć w nim będą zwycięzcy ćwierćfinałów. Final Four składać się będzie z półfinałów, meczu o 3. miejsce oraz finału.

## Faza grupowa
W fazie grupowej uczestniczy 28 drużyn, które zostały podzielone na 2 grupy po 8 zespołów i na 2 grupy po 6 zespołów. W grupach A i B najlepsze drużyny awansują do ćwierćfinałów, zaś zespoły z miejsc 2-6 będą walczyły o awans w barażach do ćwierćfinałów. W grupach C i D po dwa najlepsze zespoły zagrają w kwalifikacjach do baraży do ćwierćfinałów.
Losowanie fazy grupowej odbyło się 27 czerwca 2019 w Wiedniu, w Austrii. Zespoły były losowane z ośmiu koszyków (grupy A i B) oraz sześciu (C i D). Drużyny z tego samego koszyka, nie mogły trafić do tej samej grupy.
| Koszyk 1                           | Koszyk 2                        | Koszyk 3                               | Koszyk 4                           |
| ---------------------------------- | ------------------------------- | -------------------------------------- | ---------------------------------- |
| Paris SG Handball RK Wardar Skopje | FC Barcelona Telekom Veszprém   | SG Flensburg-Handewitt PGE Vive Kielce | HC Meszkow Brześć Aalborg Håndbold |
| Koszyk 5                           | Koszyk 6                        | Koszyk 7                               | Koszyk 8                           |
| MOL-Pick Szeged HK Motor Zaporoże  | RK Zagrzeb Montpellier Handball | Elverum Håndball FC Porto              | THW Kiel Celje Pivovarna Laško     |

| Koszyk 1                              | Koszyk 2                              | Koszyk 3                              |
| ------------------------------------- | ------------------------------------- | ------------------------------------- |
| Dinamo Bukareszt IK Sävehof           | Czechowskije Miedwiedi Tatran Preszów | Riihimäki Cocks Kadetten Schaffhausen |
| Koszyk 4                              | Koszyk 5                              | Koszyk 6                              |
| RK Eurofarm Rabotnik IFK Kristianstad | CD Bidasoa Orlen Wisła Płock          | GOG Sporting CP                       |

### Grupa A
| Lp. | Drużyna                | M  | Mecze | Mecze | Mecze | Bramki | Bramki | Bramki | Pkt |
| Lp. | Drużyna                | M  | W     | R     | P     | +      | −      | +/−    | Pkt |
| --- | ---------------------- | -- | ----- | ----- | ----- | ------ | ------ | ------ | --- |
| 1.  | FC Barcelona           | 14 | 13    | 0     | 1     | 485    | 380    | +105   | 26  |
| 2.  | Paris SG Handball      | 14 | 11    | 0     | 3     | 444    | 389    | +55    | 22  |
| 3.  | MOL-Pick Szeged        | 14 | 9     | 2     | 3     | 409    | 370    | +39    | 20  |
| 4.  | SG Flensburg-Handewitt | 14 | 7     | 1     | 6     | 388    | 379    | +9     | 15  |
| 5.  | Aalborg Håndbold       | 14 | 7     | 1     | 6     | 416    | 420    | −4     | 15  |
| 6.  | Celje Pivovarna Laško  | 14 | 3     | 0     | 11    | 355    | 429    | −74    | 6   |
| 7.  | RK Zagrzeb             | 14 | 2     | 1     | 11    | 343    | 419    | −76    | 5   |
| 8.  | Elverum Håndball       | 14 | 1     | 1     | 12    | 365    | 419    | −54    | 3   |

### Grupa B
| Lp. | Drużyna              | M  | Mecze | Mecze | Mecze | Bramki | Bramki | Bramki | Pkt |
| Lp. | Drużyna              | M  | W     | R     | P     | +      | −      | +/−    | Pkt |
| --- | -------------------- | -- | ----- | ----- | ----- | ------ | ------ | ------ | --- |
| 1.  | THW Kiel             | 14 | 9     | 2     | 3     | 437    | 398    | +39    | 20  |
| 2.  | Telekom Veszprém     | 14 | 10    | 0     | 4     | 448    | 386    | +62    | 20  |
| 3.  | PGE Vive Kielce      | 14 | 8     | 2     | 4     | 421    | 389    | +32    | 18  |
| 4.  | Montpellier Handball | 14 | 8     | 1     | 5     | 386    | 375    | +11    | 17  |
| 5.  | FC Porto             | 14 | 6     | 2     | 6     | 400    | 410    | −10    | 14  |
| 6.  | RK Wardar Skopje     | 14 | 5     | 1     | 8     | 396    | 444    | −48    | 11  |
| 7.  | HC Meszkow Brześć    | 14 | 4     | 0     | 10    | 401    | 431    | −30    | 8   |
| 8.  | HK Motor Zaporoże    | 14 | 1     | 2     | 11    | 406    | 462    | −56    | 4   |

### Grupa C
| Lp. | Drużyna              | M  | Mecze | Mecze | Mecze | Bramki | Bramki | Bramki | Pkt |
| Lp. | Drużyna              | M  | W     | R     | P     | +      | −      | +/−    | Pkt |
| --- | -------------------- | -- | ----- | ----- | ----- | ------ | ------ | ------ | --- |
| 1.  | CD Bidasoa           | 10 | 6     | 3     | 1     | 297    | 246    | +51    | 15  |
| 2.  | Sporting CP          | 10 | 6     | 2     | 2     | 309    | 266    | +43    | 14  |
| 3.  | IK Sävehof           | 10 | 6     | 0     | 4     | 268    | 278    | −10    | 12  |
| 4.  | Tatran Preszów       | 10 | 3     | 1     | 6     | 260    | 279    | −19    | 7   |
| 5.  | Riihimäki Cocks      | 10 | 3     | 0     | 7     | 239    | 290    | −51    | 6   |
| 6.  | RK Eurofarm Rabotnik | 10 | 3     | 0     | 7     | 265    | 279    | −14    | 6   |

### Grupa D
| Lp. | Drużyna                | M  | Mecze | Mecze | Mecze | Bramki | Bramki | Bramki | Pkt |
| Lp. | Drużyna                | M  | W     | R     | P     | +      | −      | +/−    | Pkt |
| --- | ---------------------- | -- | ----- | ----- | ----- | ------ | ------ | ------ | --- |
| 1.  | Dinamo Bukareszt       | 10 | 7     | 3     | 0     | 298    | 256    | +42    | 17  |
| 2.  | Orlen Wisła Płock      | 10 | 5     | 1     | 4     | 267    | 260    | +7     | 11  |
| 3.  | GOG                    | 10 | 4     | 1     | 5     | 310    | 319    | −9     | 9   |
| 4.  | IFK Kristianstad       | 10 | 3     | 3     | 4     | 283    | 298    | −15    | 9   |
| 5.  | Czechowskije Miedwiedi | 10 | 4     | 0     | 6     | 280    | 308    | −28    | 8   |
| 6.  | Kadetten Schaffhausen  | 10 | 2     | 2     | 6     | 280    | 277    | +3     | 6   |

### Play-off
Do play-off zakwalifikowały się po dwie najlepsze drużyny z grup C i D, które rozegrały ze sobą dwumecze.
| Drużyna 1                            | Wynik dwumeczu | Drużyna 2        | Pierwszy mecz | Drugi mecz |
| ------------------------------------ | -------------- | ---------------- | ------------- | ---------- |
| Sporting CP                          | 49:52          | Dinamo Bukareszt | 25:26         | 24:26      |
| Orlen Wisła Płock                    | 51:49          | CD Bidasoa       | 32:25         | 19:24      |
| Po lewej gospodarz pierwszego meczu. |                |                  |               |            |

Wyniki
| 22 lutego 202015:00 | Orlen Wisła Płock | 32:25(17:11) | CD Bidasoa | Orlen Arena, Płock Widzów: 3500 Sędzia: Charlotte Bonaventura Julie Bonaventura |
| 22 lutego 202015:00 | Bramka            | 32:25(17:11) | Bramka     | Orlen Arena, Płock Widzów: 3500 Sędzia: Charlotte Bonaventura Julie Bonaventura |
| 22 lutego 202015:00 | 6× · 1× · 1×      | 32:25(17:11) | 2× · 2×    | Orlen Arena, Płock Widzów: 3500 Sędzia: Charlotte Bonaventura Julie Bonaventura |

| 22 lutego 202019:30 | Sporting CP        | 25:26(9:13) | Dinamo Bukareszt | Pavilhão João Rocha, Lizbona Widzów: 2468 Sędzia: Lars Jørum Håvard Kleven |
| 22 lutego 202019:30 | Valentin Ghionea 8 | 25:26(9:13) | 7 Ante Kuduz     | Pavilhão João Rocha, Lizbona Widzów: 2468 Sędzia: Lars Jørum Håvard Kleven |
| 22 lutego 202019:30 | 4× · 1×            | 25:26(9:13) | 5× · 2×          | Pavilhão João Rocha, Lizbona Widzów: 2468 Sędzia: Lars Jørum Håvard Kleven |

| 29 lutego 202016:00 | CD Bidasoa         | 24:19(10:12) | Orlen Wisła Płock | Pabellón Polideportivo Artaleku, Irun Widzów: 1911 Sędzia: Martin Gjeding Mads Hansen |
| 29 lutego 202016:00 | Leo Renaud-David 6 | 24:19(10:12) | 7 Zoltán Szita    | Pabellón Polideportivo Artaleku, Irun Widzów: 1911 Sędzia: Martin Gjeding Mads Hansen |
| 29 lutego 202016:00 | 6× · 1×            | 24:19(10:12) | 10×               | Pabellón Polideportivo Artaleku, Irun Widzów: 1911 Sędzia: Martin Gjeding Mads Hansen |

| 1 marca 202016:30 | Dinamo Bukareszt            | 26:24(14:12) | Sporting CP        | Sala Polivalentă Dinamo, Bukareszt Widzów: 2500 Sędzia: Lars Geipel Marcus Helbig |
| 1 marca 202016:30 | Alexandru Mihai Asoltanei 7 | 26:24(14:12) | 5 Valentin Ghionea | Sala Polivalentă Dinamo, Bukareszt Widzów: 2500 Sędzia: Lars Geipel Marcus Helbig |
| 1 marca 202016:30 | 2× · 2× · 1×                | 26:24(14:12) | 2× · 2× · 1×       | Sala Polivalentă Dinamo, Bukareszt Widzów: 2500 Sędzia: Lars Geipel Marcus Helbig |

## Faza pucharowa
Prawo gry w tzw. 1/6 finału zagwarantuje sobie 12 zespołów (10 z grup A i B oraz zwycięzcy par play-off), które rozegrają dwumecze (u siebie i na wyjeździe). Zwycięzcy spotkań awansują do ćwierćfinałów, do których bezpośrednio awansowali zwycięzcy grup A i B. W następnej rundzie 1/4 finału zespoły rozegrają ze sobą kolejne dwumecze, a ich zwycięzcy zagrają w Final Four.

### Zakwalifikowane zespoły
| Grupa              | Zakwalifikowani do ćwierćfinałów | Zakwalifikowani do 1/6 finału | Zakwalifikowani do 1/6 finału | Zakwalifikowani do 1/6 finału | Zakwalifikowani do 1/6 finału | Zakwalifikowani do 1/6 finału |
| Grupa              | Pierwsze miejsce                 | Drugie miejsce                | Trzecie miejsce               | Czwarte miejsce               | Piąte miejsce                 | Szóste miejsce                |
| ------------------ | -------------------------------- | ----------------------------- | ----------------------------- | ----------------------------- | ----------------------------- | ----------------------------- |
| A                  | FC Barcelona                     | Paris SG Handball             | MOL-Pick Szeged               | SG Flensburg-Handewitt        | Aalborg Håndbold              | Celje Pivovarna Laško         |
| B                  | THW Kiel                         | Telekom Veszprém              | PGE Vive Kielce               | Montpellier Handball          | FC Porto                      | RK Wardar Skopje              |
| Zwycięzcy play-off |                                  | Sporting CP Orlen Wisła Płock | Sporting CP Orlen Wisła Płock | Sporting CP Orlen Wisła Płock | Sporting CP Orlen Wisła Płock | Sporting CP Orlen Wisła Płock |

### 1/6 finału[10]

#### Zestawienie par
| Drużyna 1                            | Wynik dwumeczu | Drużyna 2              | Pierwszy mecz | Drugi mecz |
| ------------------------------------ | -------------- | ---------------------- | ------------- | ---------- |
| Sporting CP                          | •              | Paris SG Handball      | m1            | m2         |
| Orlen Wisła Płock                    | •              | Telekom Veszprém       | m3            | m4         |
| RK Wardar Skopje                     | •              | MOL-Pick Szeged        | m5            | m6         |
| Celje Pivovarna Laško                | •              | PGE Vive Kielce        | m7            | m8         |
| FC Porto                             | •              | SG Flensburg-Handewitt | m9            | m10        |
| Aalborg Håndbold                     | •              | Montpellier Handball   | m11           | m12        |
| Po lewej gospodarz pierwszego meczu. |                |                        |               |            |

#### Wyniki
Faza Pucharowa została odwołana z powodu Pandemii COVID-19
| 18 marca 2020 | Sporting CP | [ 12 ] | Paris SG Handball | Pavilhão João Rocha, Lizbona |
| 18 marca 2020 |             | [ 12 ] |                   | Pavilhão João Rocha, Lizbona |

| 18 marca 2020 | Orlen Wisła Płock | [ 13 ] | Telekom Veszprém | Orlen Arena, Płock |
| 18 marca 2020 |                   | [ 13 ] |                  | Orlen Arena, Płock |

| 18 marca 2020 | RK Wardar Skopje | [ 14 ] | SC Pick Szeged | Jane Sandanski Arena, Skopje |
| 18 marca 2020 |                  | [ 14 ] |                | Jane Sandanski Arena, Skopje |

| 18 marca 2020 | Celje Pivovarna Laško | [ 15 ] | PGE Vive Kielce | Dvorana Zlatorog, Celje |
| 18 marca 2020 |                       | [ 15 ] |                 | Dvorana Zlatorog, Celje |

| 18 marca 2020 | FC Porto | [ 16 ] | SG Flensburg-Handewitt | Dragão Caixa, Porto |
| 18 marca 2020 |          | [ 16 ] |                        | Dragão Caixa, Porto |

| 18 marca 2020 | Aalborg Håndbold | [ 17 ] | Montpellier Handball | Jutlander Bank Arena, Aalborg |
| 18 marca 2020 |                  | [ 17 ] |                      | Jutlander Bank Arena, Aalborg |

| 26 marca 2020 | Paris SG Handball | [ 18 ] | Sporting CP | Stade Pierre de Coubertin, Paryż |
| 26 marca 2020 |                   | [ 18 ] |             | Stade Pierre de Coubertin, Paryż |

| 26 marca 2020 | Telekom Veszprém | [ 19 ] | Orlen Wisła Płock | Veszprém Aréna, Veszprém |
| 26 marca 2020 |                  | [ 19 ] |                   | Veszprém Aréna, Veszprém |

| 26 marca 2020 | SC Pick Szeged | [ 20 ] | RK Wardar Skopje | Városi Sportcsarnok, Segedyn |
| 26 marca 2020 |                | [ 20 ] |                  | Városi Sportcsarnok, Segedyn |

| 26 marca 2020 | PGE Vive Kielce | [ 21 ] | Celje Pivovarna Laško | Hala Legionów, Kielce |
| 26 marca 2020 |                 | [ 21 ] |                       | Hala Legionów, Kielce |

| 26 marca 2020 | SG Flensburg-Handewitt | [ 22 ] | FC Porto | Flens-Arena, Flensburg |
| 26 marca 2020 |                        | [ 22 ] |          | Flens-Arena, Flensburg |

| 26 marca 2020 | Montpellier Handball | [ 23 ] | Aalborg Håndbold | Palais des sports René-Bougnol, Montpellier |
| 26 marca 2020 |                      | [ 23 ] |                  | Palais des sports René-Bougnol, Montpellier |

### 1/4 finału

#### Zestawienie par
| Drużyna 1                            | Wynik dwumeczu | Drużyna 2    | Pierwszy mecz | Drugi mecz |
| ------------------------------------ | -------------- | ------------ | ------------- | ---------- |
| 6.1                                  | •              | FC Barcelona | m1            | m2         |
| 5.1                                  | •              | THW Kiel     | m3            | m4         |
| 4.1                                  | •              | 1.1          | m5            | m6         |
| 3.1                                  | •              | 2.1          | m7            | m8         |
| Po lewej gospodarz pierwszego meczu. |                |              |               |            |

#### Wyniki
Faza Pucharowa została odwołana z powodu Pandemii COVID-19
| 26 kwietnia 2020 | 6.1 | [ 24 ] | FC Barcelona |  |
| 26 kwietnia 2020 |     | [ 24 ] |              |  |

| 26 kwietnia 2020 | 5.1 | [ 25 ] | THW Kiel |  |
| 26 kwietnia 2020 |     | [ 25 ] |          |  |

| 26 kwietnia 2020 | 4.1 | [ 26 ] | 1.1 |  |
| 26 kwietnia 2020 |     | [ 26 ] |     |  |

| 26 kwietnia 2020 | 3.1 | [ 27 ] | 2.1 |  |
| 26 kwietnia 2020 |     | [ 27 ] |     |  |

| 2 maja 2020 | FC Barcelona | [ 28 ] | 6.1 | Palau Blaugrana, Barcelona |
| 2 maja 2020 |              | [ 28 ] |     | Palau Blaugrana, Barcelona |

| 2 maja 2020 | THW Kiel | [ 29 ] | 5.1 | Sparkassen-Arena, Kilonia |
| 2 maja 2020 |          | [ 29 ] |     | Sparkassen-Arena, Kilonia |

| 2 maja 2020 | 1.1 | [ 30 ] | 4.1 |  |
| 2 maja 2020 |     | [ 30 ] |     |  |

| 2 maja 2020 | 2.1 | [ 31 ] | 3.1 |  |
| 2 maja 2020 |     | [ 31 ] |     |  |

### Final Four
Wskutek odwołania fazy pucharowej z powodu pandemii COVID-19, do Final Four awansowały dwie najlepsze drużyny z grup A i B:
- FC Barcelona
- Paris SG Handball
- THW Kiel
- Telekom Veszprém

Losowanie Final Four zostało przeprowadzone 10 listopada 2020 w Kolonii

.
Wszystkie mecze odbyły się w dniach 28–29 grudnia w Kolonii w hali Lanxess Arena.

#### Wyniki
|  |                   |                   |           |                   |    |              |              |       |
|  | Półfinały         | Półfinały         | Półfinały |                   |    | Finał        | Finał        | Finał |
|  | Półfinały         | Półfinały         | Półfinały |                   |    | Finał        | Finał        | Finał |
|  | 28 grudnia        |                   |           |                   |    |              |              |       |
|  |                   |                   |           |                   |    |              |              |       |
|  | FC Barcelona      | FC Barcelona      | 37        |                   |    |              |              |       |
|  | FC Barcelona      | FC Barcelona      | 37        | 29 grudnia        |    |              |              |       |
|  | Paris SG Handball | Paris SG Handball | 32        |                   |    |              |              |       |
|  | Paris SG Handball | Paris SG Handball | 32        |                   |    | FC Barcelona | FC Barcelona | 28    |
|  | 28 grudnia        |                   |           |                   |    | FC Barcelona | FC Barcelona | 28    |
|  |                   |                   | THW Kiel  | THW Kiel          | 33 |              |              |       |
|  | THW Kiel          | THW Kiel          | THW Kiel  | THW Kiel          | 33 | 36           |              |       |
|  | THW Kiel          | THW Kiel          |           |                   |    |              |              |       |
|  | Telekom Veszprém  | Telekom Veszprém  | 35        |                   |    |              |              |       |
|  | Telekom Veszprém  | Telekom Veszprém  | 35        | Mecz o 3. miejsce |    |              |              |       |
|  |                   |                   |           |                   |    |              |              |       |
|  | 29 grudnia        |                   |           |                   |    |              |              |       |
|  |                   |                   |           |                   |    |              |              |       |
|  | Paris SG Handball | Paris SG Handball | 31        |                   |    |              |              |       |
|  | Paris SG Handball | Paris SG Handball | 31        |                   |    |              |              |       |
|  | Telekom Veszprém  | Telekom Veszprém  | 26        |                   |    |              |              |       |
|  | Telekom Veszprém  | Telekom Veszprém  | 26        |                   |    |              |              |       |

Półfinały
| 28 grudnia 202018:00 | FC Barcelona | 37:32(18:14) | Paris SG Handball | Lanxess Arena, Kolonia Sędzia: Matija Gubica Boris Milošević |
| 28 grudnia 202018:00 | Dika Mem 8   | 37:32(18:14) | 9 Dylan Nahi      | Lanxess Arena, Kolonia Sędzia: Matija Gubica Boris Milošević |
| 28 grudnia 202018:00 | 3×           | 37:32(18:14) | 2× · 2×           | Lanxess Arena, Kolonia Sędzia: Matija Gubica Boris Milošević |

| 28 grudnia 202020:30 | THW Kiel          | 36:35 (pd.)(18:13, 29:29) | Telekom Veszprém               | Lanxess Arena, Kolonia Sędzia: Andreu Marín Ignacio García |
| 28 grudnia 202020:30 | Hendrik Pekeler 8 | 36:35 (pd.)(18:13, 29:29) | 7 Gašper Marguč 7 Vuko Borozan | Lanxess Arena, Kolonia Sędzia: Andreu Marín Ignacio García |
| 28 grudnia 202020:30 | 7× · 1× · 1×      | 36:35 (pd.)(18:13, 29:29) | 5× · 1×                        | Lanxess Arena, Kolonia Sędzia: Andreu Marín Ignacio García |

Mecz o 3. miejsce
| 29 grudnia 202018:00 | Paris SG Handball              | 31:26(14:11) | Telekom Veszprém | Lanxess Arena, Kolonia Sędzia: Ivan Pavićević Miloš Ražnatović |
| 29 grudnia 202018:00 | Elohim Prandi 6 Nedim Remili 6 | 31:26(14:11) | 9 Máté Lékai     | Lanxess Arena, Kolonia Sędzia: Ivan Pavićević Miloš Ražnatović |
| 29 grudnia 202018:00 | 3× · 1×                        | 31:26(14:11) | 6× · 1×          | Lanxess Arena, Kolonia Sędzia: Ivan Pavićević Miloš Ražnatović |

Finał
| 29 grudnia 202020:30 | THW Kiel        | 33:28(19:16) | FC Barcelona   | Lanxess Arena, Kolonia Sędzia: Matija Gubica Boris Milošević |
| 29 grudnia 202020:30 | Niclas Ekberg 8 | 33:28(19:16) | 10 Aleix Gómez | Lanxess Arena, Kolonia Sędzia: Matija Gubica Boris Milošević |
| 29 grudnia 202020:30 | 5× · 1×         | 33:28(19:16) | 4×             | Lanxess Arena, Kolonia Sędzia: Matija Gubica Boris Milošević |

### Drużyna Gwiazd
Skład najlepszych zawodników został ogłoszony przez EHF 12 czerwca 2020.
| Pozycja                         | Zawodnik         | Klub              |
| ------------------------------- | ---------------- | ----------------- |
| Najlepszy bramkarz              | Niklas Landin    | THW Kiel          |
| Najlepszy prawoskrzydłowy       | Niclas Ekberg    | THW Kiel          |
| Najlepszy prawy rozgrywający    | Alex Dujshebaev  | PGE Vive Kielce   |
| Najlepszy środkowy rozgrywający | Mikkel Hansen    | Paris SG Handball |
| Najlepszy lewy rozgrywający     | Sander Sagosen   | THW Kiel          |
| Najlepszy lewoskrzydłowy        | Manuel Štrlek    | Telekom Veszprém  |
| Najlepszy obrotowy              | Bence Bánhidi    | MOL-Pick Szeged   |
| Najlepszy obrońca               | Blaž Blagotinšek | Telekom Veszprém  |
| Najlepszy młody gracz           | Aleix Gómez      | FC Barcelona      |
| Najlepszy trener                | David Davis      | Telekom Veszprém  |

## Najlepsi strzelcy
| Pozycja | Zawodnik                 | Zespół                 | Liczba bramek |
| ------- | ------------------------ | ---------------------- | ------------- |
| 1.      | Hugo Descat              | Montpellier Handball   | 75            |
| 2.      | Barys Puchouski          | HK Motor Zaporoże      | 74            |
| 3.      | Niclas Ekberg            | THW Kiel               | 70            |
| 4.      | Timur Dibirow            | RK Wardar Skopje       | 69            |
| 5.      | Alex Dujshebaev          | PGE Vive Kielce        | 65            |
| 5.      | Wladyslaw Ostrouschko    | RK Eurofarm Rabotnik   | 65            |
| 7.      | Gøran Søgard Johannessen | SG Flensburg-Handewitt | 64            |
| 8.      | Bogdan Radivojević       | MOL-Pick Szeged        | 63            |
| 9.      | Aleix Gómez Abelló       | FC Barcelona           | 62            |
| 9.      | Petar Nenadić            | Telekom Veszprém       | 62            |
| 9.      | Josip Šarac              | Celje Pivovarna Laško  | 62            |

Źródło: Top 50 Scorers